# Tilo Heimbold

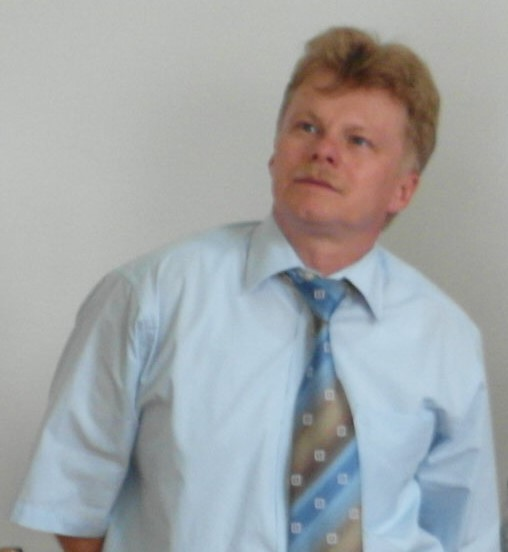
Tilo Heimbold, 2011

Tilo Heimbold (* 20. Mai 1961 in Wurzen) ist ein deutscher Ingenieur und Professor für Automatisierung, spezialisiert für Prozessleittechnik und Prozessführung. Er gehört zu den Pionieren der Industriellen Kommunikationstechnik in Deutschland.

## Leben
Heimbold wurde als einziges Kind des Elektromeisters Klaus Heimbold (* 1940) und seiner Ehefrau Brigitte, geb. Heinze (* 1941) geboren. Von 1967 bis 1977 besuchte Heimbold die 19. Oberschule Leipzig und erlangte den Abschluss der 10. Klasse der allgemeinbildenden Polytechnischen Oberschule (POS).
Anschließend folgte eine 2-jährige Berufsausbildung im Fahrzeuggetriebewerk „Joliot Curie“ in Leipzig mit dem Facharbeiterabschluss als Elektromonteur im Jahr 1979. Hieran schloss sich eine 5-jährige Berufstätigkeit an bis 1984 als Betriebselektriker in der Abteilung Instandhaltung in diesem Werk.
Seine Hochschulreife erlangte Heimbold in einem Vorkurs von 1981 bis 1982 an der Technischen Hochschule Leipzig nach insgesamt 12-jähriger Schulzeit. Im Rahmen der Wehrpflicht absolvierte er danach einen 18-monatigen Grundwehrdienst bis 1984, wobei er auch als Elektriker tätig war.
Heimbold hat sein Hochschulstudium 1984 aufgenommen an der Technischen Hochschule Leipzig, Sektion „Automatisierungsanlagen“ (Direktor: Werner Richter). Er wählte die Fachrichtung „Technische Kybernetik und Automatisierungstechnik“. Seinen akademischen Grad Diplom-Ingenieur (Dipl.-Ing.) hat er 1988 mit einer Diplomarbeit auf dem Gebiet der industriellen Kommunikation erworben: „Inbetriebnahme und Erprobung des Labormusters für einen fehlertoleranten Feldbusring“.
Im Zuge des deutschen Wiedervereinigungsprozesses wurde aus seiner bisherigen Sektion Automatisierungsanlagen 1991 ein Fachbereich Elektrotechnik gebildet, zu dem auch ein Institut für Automatisierungssysteme (IfAS) gehörte mit Werner Kriesel als Direktor (1990–1992). Dieser sorgte für eine Modernisierung der Laborausrüstungen dank eingeworbener Stiftungsgelder (Gunther-Schroff-Stiftung, Volkswagenstiftung, Kooperation mit Steinbeis-Stiftung u. a.) und durch Forschungsfördermittel sowie durch Forschungskooperation mit Firmen wie Siemens, Festo u. a. Somit wurde auch sehr schnell eine solide Basis für eine zeitgemäße Fortführung der Vorlaufforschungen zur industriellen Kommunikation geschaffen.
Hiervon profitierte Heimbold, der im Anschluss an seine Diplomarbeit 1988 ein vertiefendes Forschungsstudium begonnen hatte, das nach der deutschen Wiedervereinigung 1990 am neu gegründeten Institut für Automatisierungssysteme (IfAS) der TH Leipzig fortgeführt werden konnte. Dieses Forschungsstudium schloss Heimbold 1992 mit der Promotion zum Doktoringenieur (Dr.-Ing.) erfolgreich ab. Die Dissertation wurde ebenfalls auf dem Gebiet der industriellen Kommunikation erarbeitet: „Hierarchisches Feldbusnetz zur prozessnahen Informationsübertragung in Automatisierungsanlagen“. Sie stellte eine wesentliche Grundlage für die Fortführung dieses Forschungsprofils im gesamtdeutschen Rahmen dar, nicht zuletzt durch die von Heimbold entwickelten Prototypen für ein Sensor-Aktuator-Bussystem mit der Bezeichnung „Binärer Zubringer (BIZU)“, die am Werkzeugmaschinenlabor WZL der RWTH Aachen erstmals von Heimbold gemeinsam mit dortigen wissenschaftlichen Mitarbeitern zum praktischen Einsatz gebracht wurden (Lehrstuhl Tilo Pfeifer).
Als Folge des Beitritts der DDR zur Bundesrepublik Deutschland musste das neue Land Sachsen insgesamt 8 Technische Hochschulen finanzieren, daher wurden fünf TH geschlossen und dafür weniger kostenintensive Fachhochschulen neu gegründet. Die Schließung der TH Leipzig erfolgte im Zeitintervall 1992 bis 1996, nachdem 1992 als juristisch selbständige Institution die Hochschule für Technik, Wirtschaft und Kultur (HTWK) neu gegründet wurde (Gründungsrektor: Klaus Steinbock). Kriesel wurde 1995 an die benachbarte Hochschule Merseburg (Rektorin: Johanna Wanka, später Bundesministerin für Bildung und Forschung) berufen, und er hat im Zusammenwirken mit der HTWK Leipzig, Lehr- und Forschungsgruppe Heimbold, das neue Fachgebiet „Industrielle Kommunikationstechnik“ bundesweit entwickelt, als eigenständiges Lehrfach vertreten und hierzu spezielle Fachbücher in mehreren Auflagen geschaffen, an denen insbesondere auch Heimbold beteiligt ist.

## Berufstätigkeit als Automatisierungs- und Kommunikationsingenieur
Von 1992 bis 1998 erfolgte die Berufstätigkeit von Heimbold als wissenschaftlicher Mitarbeiter an der Technischen Hochschule Leipzig (THL) und an der Hochschule für Technik, Wirtschaft und Kultur (HTWK) in Leipzig, zu der besonders gehörten: Forschungs- und Entwicklungstätigkeit im Rahmen von Drittmittelprojekten auf nationaler und internationaler Ebene sowie die zugehörige Betreuung von Praktika, Forschungsbelegen und Diplomarbeiten.
Zum Zeitpunkt der Grenzöffnung 1989 konnte der Wissenschaftsbereich Kriesel bereits konkrete Forschungsergebnisse vorweisen für intelligente und direkt buskoppelbare Funktionseinheiten, insbesondere für ein neuartiges Kommunikationssystem zur Busverknüpfung von Steuerungen mit zugehörigen Sensoren und Aktuatoren. Hierzu hatte auch Heimbold mit seiner Diplomarbeit sowie insbesondere mit seiner Dissertation beigetragen. Diese Forschungen fanden besonderes Interesse bei der Firma Festo und wurden durch den Präsidenten von Festo-USA Horst Saalbach sehr unterstützt. Vom Bundesministerium für Forschung und Technologie (BMFT) wurde zu diesem Thema dann ein Verbundprojekt gestartet, in dem 11 Unternehmen einschl. Festo zusammen mit der TH Leipzig (IfAS, Werner Kriesel) und der Universität Karlsruhe (FZI, Klaus Bender) in den Jahren 1991 bis 1994 entsprechende Lösungen prototypisch entwickelt haben. Im Ergebnis ist als Weltneuheit ein industrietaugliches Kommunikationssystem zur hocheffektiven Verknüpfung von Speicherprogrammierbaren Steuerungen (SPSen) mit Maschinen und Anlagen unter dem Namen „ASI“ bzw. AS-Interface entstanden und seit 1994 auf den Markt gebracht worden.
Dieses System AS-Interface ist inzwischen – auch dank mehrerer Forschungs- und Entwicklungsleistungen von Heimbold – Weltmarktführer der industriellen Kommunikation auf der Sensor-Aktuator-Ebene nach Weltnorm IEC 62026 und Europanorm mit nahezu 100 Herstellern in 13 Ländern. Insgesamt wurden bis zum Jahr 2019 in 25 Jahren seit der Markteinführung von 1994 rund 40 Mio. Systemchips für Busknoten produziert und hiermit mehr als 150 Mio. Sensoren und Aktuatoren vernetzt. Dies entspricht über 150.000 automatisierten Anlagen mittlerer Größe, also 6.000 Anlagen pro Jahr, somit im Durchschnitt 120 Anlagen pro Kalenderwoche. Heimbold förderte die Markteinführung dieser unkonventionellen Technik nicht nur mit seinen Forschungs- und Entwicklungsarbeiten, sondern auch durch seine Mitwirkung an bundesweiten Weiterbildungsmaßnahmen für diese neuartige industrielle Kommunikation sowie durch spezielle Buchpublikationen.
Heimbold unterstützte seit der deutschen Wiedervereinigung das Wirken von Kriesel als Obmann des bundesweiten Fachausschusses „Kommunikationstechnik in verteilten Automatisierungssystemen“ in der VDI/VDE-Gesellschaft Mess- und Automatisierungstechnik (GMA) Düsseldorf/Frankfurt am Main (damaliger Bundesvorsitzender: Martin Polke). Kriesel wurde auch Bereichsleiter und von 1994 bis 2000 Vorstandsmitglied sowie ab 1997 Stellvertretender Bundesvorsitzender der GMA, und über diese Gremienarbeit zusammen mit gemeinsamen Buchpublikationen konnte dem neuen Fachgebiet eine bundesweite Beachtung verschafft werden, an der Heimbold einen beträchtlichen Anteil hatte.
Mit dem Jahr 1998 wechselte Heimbold in eine Tätigkeit als wissenschaftlicher Mitarbeiter zum Forschungs- und Transferzentrum Leipzig (FTZ), das 1996 von Siegfried Altmann gegründet wurde. Heimbold wirkte hier in der Arbeitsgruppe „Automatisierungssysteme“. Diese Tätigkeit umfasste in erster Linie Forschungs- und Entwicklungsaufgaben bei internationalen Drittmittelprojekten.
Seit 2001 war Heimbold als Projektkoordinator am FTZ Leipzig tätig, wobei ihm eine breite Aufgabenpalette oblag: die Organisation des Geschäftsbetriebes; die Akquisition von Forschungs- und Entwicklungs-Aufträgen sowie Drittmittelprojekten; das Marketing und die Kontaktpflege zu Wirtschaft, Kommunen, Kammern und Verbänden; die Betreuung von Praktika, Forschungsbelegen und Diplomarbeiten für Forschungs- und Entwicklungsaufgaben in Drittmittelprojekten.
Als wissenschaftlicher Mitarbeiter hat sich Heimbold inhaltlich vorwiegend mit Fragen zur Entwicklung von Komponenten und Werkzeugen für intelligente Automatisierungs- und Kommunikationssysteme beschäftigt. Einen breiten Raum nahm dabei die Tätigkeit innerhalb des Projektes „Aktuator-Sensor-Interface“ (AS-Interface) ein, bei der er umfangreiche Kenntnisse und Erfahrungen bezüglich der Entwicklung von industriellen Kommunikationssystemen gewonnen hat. Innerhalb dieses Verbundprojektes wirkte er in der Arbeitsgruppe „Slave“ mit. Ein Ergebnis seiner Arbeiten war die Entwicklung des „AS-Interface-ServiceBook“, eines Diagnosetools für die Inbetriebnahme, Wartung und Schulung. Die Weiterentwicklung dieses Gerätes hat er nahtlos fortgesetzt, und das Gerät wird inzwischen weltweit verwendet.
Weitere Erfahrungen zu Datenübertragungssystemen und zum Umgang mit komplexen Automatisierungsanlagen konnte er in den internationalen Projekten „Systems Engineering for Network Debugging, Integration and Test“ (SENDIT) und „Programmable Remote Analysis Coupling Targets in Control at Low Level“ (PRACTICAL) gewinnen. Dabei entstanden u. a. leistungsfähige Busmonitore für ein auf dem Bussystem CAN basierendes Kommunikationssystem. Die Bearbeitung und Umsetzung dieser Projekte erfolgte praxisnah bei den Industriepartnern in Italien und Großbritannien, und die Ergebnisse wurden in unterschiedlichen Applikationen eingesetzt. Mit diesen Projekten konnte er zugleich seine Erfahrungen mit von der EU geförderten und international agierenden Forschungsprojekten erweitern.
Parallel dazu erfolgte die Mitarbeit von Heimbold an verschiedenen Gutachten für Industrieobjekte. Die Mitwirkung an einer gutachterlichen Stellungnahme zur anspruchsvollen Automatisierungstechnik in der Verbundnetz Gas AG (VNG-Hauptverwaltung) in Leipzig steht hierfür stellvertretend.
Bei seiner Tätigkeit hat Heimbold verschiedene Mikrocontrollerapplikationen und FPGA-Implementierungen entwickelt. Er hat dabei Erfahrungen in den Programmiersprachen C und Assembler sowie in der Handhabung programmierbarer Logik und dem Umgang mit den dazugehörigen Entwicklungswerkzeugen, Hard- und Softwarekomponenten gewonnen. Der Einsatz von Visualisierungssystemen erfolgte im Zusammenhang mit den entwickelten Diagnosetools zur Mensch-Maschine-Kommunikation. Arbeiten am Aktuator-Sensor-Interface und dessen Einsatz in Applikationen und Demonstrationsobjekten erweiterte seine Kenntnisse und Erfahrungen im Bereich der SPS-Programmierung.
Weiterhin erlangte er einen fundierten Kenntnisstand auf dem Gebiet der industriellen Datenkommunikation und den damit verbundenen Teilbereichen. Die industrielle Datenkommunikation stellt eine Hauptkomponente der Prozessleittechnik dar, die zu seinen Lehrgebieten zählt.

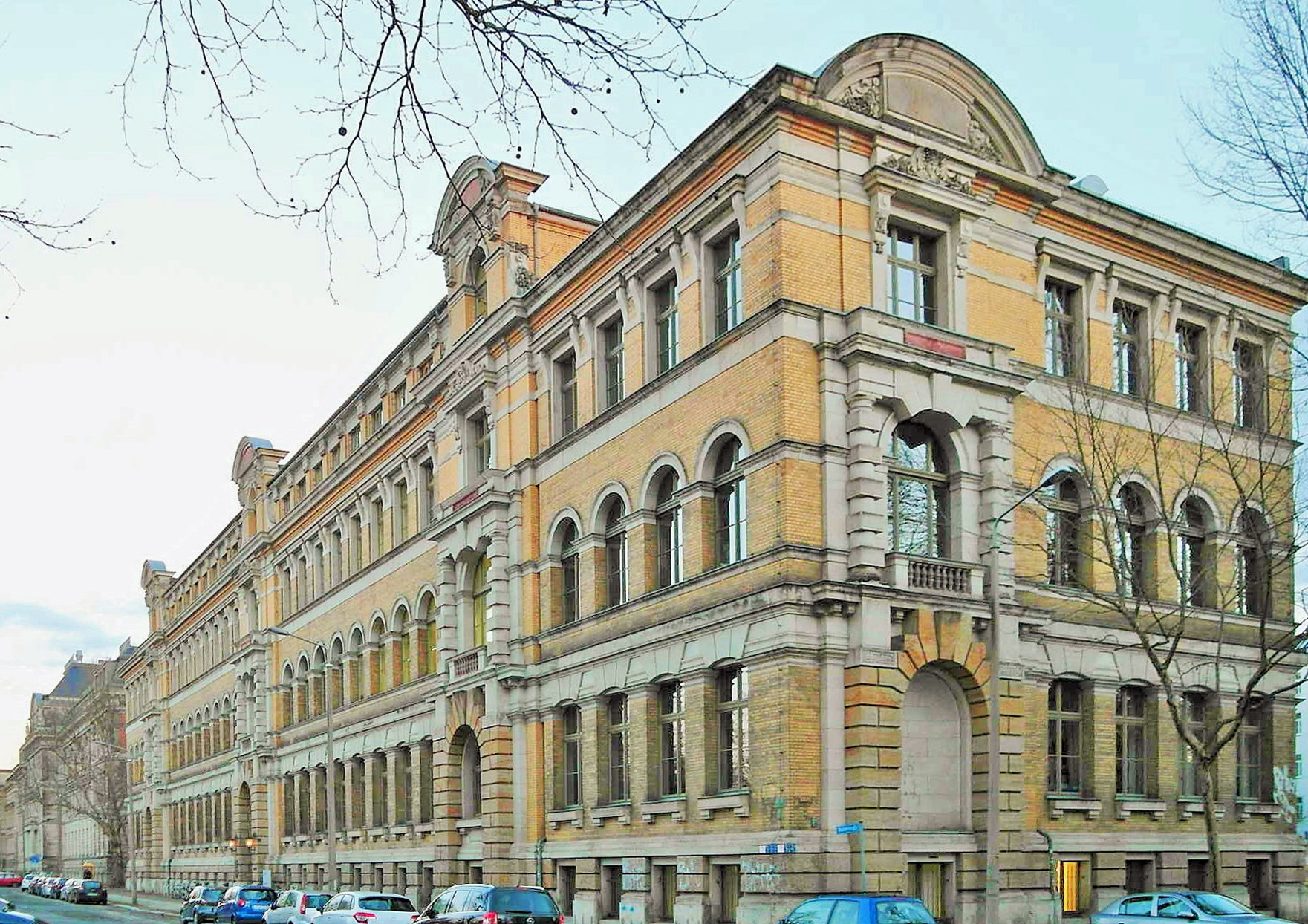
Leipzig, Wächterstraße 13, Gebäude der ehemaligen TH Leipzig für die beiden Sektionen Automatisierungsanlagen und Elektroenergieanlagen, heute Wiener-Bau: Fakultätsgebäude der HTWK Leipzig (errichtet vom Architekten Hugo Licht)

Im Jahr 2004 wurde Heimbold als Professor für Prozessleittechnik und Prozessführung an die HTWK Leipzig, Fakultät Elektrotechnik und Informationstechnik berufen (Dekan: Detlev Roseburg). Diese Stelle entspricht in hohem Maße seinen langjährig erworbenen Kenntnissen und seinem speziellen Erfahrungsschatz. Zugleich hat er damit die fachliche Nachfolge des Gründungsrektors der HTWK Klaus Steinbock angetreten. Heimbold hat die Ausbildung von Ingenieuren mit Abschlüssen als Bachelor und Master in der im deutschsprachigen Raum seltenen Spezialisierung für Automatisierungsanlagen durch seine Lehrveranstaltungen nennenswert erweitert und inhaltlich durch ein Lehrbuch zeitgemäß unterlegt.
Aus der Kooperation von Heimbold mit seinen Professorenkollegen sind für die Automatisierungstechnik an der HTWK Leipzig umfangreiche Praktikumseinrichtungen auf dem Niveau von industrienahen automatisierten Anlagen entstanden. Er hat hiermit zum Aufbau und zur Profilierung der Studienrichtung Automatisierungstechnik im Studiengang Elektrotechnik beigetragen. Zugleich ist er Mitglied des Fakultätsrates der Fakultät Ingenieurwissenschaften. Er arbeitet im Forschungs- und Transferzentrum (FTZ) Leipzig e. V. als Wissenschaftlicher Direktor aktiv beim Technologietransfer mit.
Die Drittmittelforschungen seit der Wiedervereinigung in der Forschungsgruppe Kriesel/Heimbold umfassen über 30 Verbundprojekte mit namhaften industriellen Forschungspartnern, u. a. Siemens, Mercedes, Festo, Pepperl+Fuchs und mehr als 50 Klein- und Mittelunternehmen (KMU) sowie Firmen aus Großbritannien und Italien. Die Forschungsschwerpunkte liegen überwiegend im Bereich der industriellen Kommunikation auf der prozessnahen Sensor-Aktuator-Ebene (sogenannte Feldbus-Systeme), einschließlich tangierender Problembereiche wie Diagnosetools, Testtools für Zertifizierungsaufgaben zur Konformitätsbewertung bis hin zu neuartigen elektronischen Bauelementen wie „ideale Induktivitäten als Faltflexspulen“.
Mit dem Verbundprojekt „Interdisziplinäre System-Infrastrukturen für die Gerätetechnik (ISIS)“ wurden Grundlagen für längerfristige Weiterentwicklungen auf dem Gebiet der Sensor-Aktuator-Kommunikation erarbeitet. Ein hierzu angestrebter Innovationssprung im Hochtechnologie-Sektor konnte nur disziplinübergreifend erarbeitet werden. Daher wirkten hier Forschungseinrichtungen der Automation (FTZ Leipzig, Gesamtkoordination: zunächst Kriesel, dann Heimbold), der Nachrichtenübertragung (Universität Stuttgart, Lehrstuhl Joachim Speidel) und der Schaltungsintegration (Universität Rostock, Lehrstuhl Helmut Beikirch) gemeinsam mit 5 Klein- und Mittelunternehmen (KMU) einschl. ASIC-Hersteller sowie 9 Großunternehmen zusammen. Ziel des Projektes war es, Möglichkeiten für einen kardinalen Generationswechsel zu suchen. Ein gravierender Innovationssprung mit gesteigerter Übertragungsleistung erfordert hierzu einen mehrfachen Prinzipwechsel. Die Entwicklung von neuartigen digitalen Kommunikationsverfahren für spezifische Topologien der Automation konnte nur zusammen mit einem Technologiewechsel für den systembestimmenden ASIC-Schaltkreis erreicht werden.
Im Verbundprojekt „Netzintegration von Test- und Diagnose-Tools für die Innovative Mehr-Punkt-Kommunikation in der Industrie-Automation (TOOLNet)“ wurden spezifische Werkzeuge (Tools) für zukünftige Systeme der industriellen Kommunikation untersucht. Hierzu wurde unter Gesamtkoordination von Heimbold eine strategische Partnerschaft zwischen Wirtschaft und Wissenschaft realisiert, indem eine multidisziplinäre Zusammenarbeit von 3 Forschungseinrichtungen mit insgesamt 11 Unternehmen (KMU und Großunternehmen) organisiert wurde. Ein wirtschaftlicher Verwertungserfolg des vorangegangenen ISIS-Projektes ist nur möglich bei Verfügbarkeit von anwenderspezifischen Test- und Diagnose-Tools, einerseits für die Komponenten- und Geräteentwickler sowie andererseits für die Anlagenbetreiber zur Inbetriebnahme, zum Dauerbetrieb und zur Anlagenwartung. Vorhabenziel des Projektes TOOLNet war es daher, die industrielle Verwertbarkeit durch die Entwicklung spezifischer Test- und Diagnose-Tools derart zu forcieren, dass die deutsche Weltmarktführung auf diesem Gebiet erhalten und nachhaltig ausgebaut wird. Im Projekt „TOOLNet“ wurden unter Koordination von Heimbold anwendungsgerechte Lösungsvorschläge für neuartige Tools erarbeitet und damit Innovationen im multidisziplinären Forschungsverbund erzeugt.
Heimbold als ein Pionier der industriellen Kommunikation sieht dieses Fachgebiet, auf dem Deutschland mit seinen Unternehmen und Forschungspotenzialen weltweit führend ist, keineswegs als technologisch abgeschlossen an. Daher arbeitet er weiterhin am wissenschaftlichen Vorlauf für künftige Lösungen im engen Kontakt mit Industrie- und Forschungspartnern.
Über die Forschungsresultate seines Teams hat Heimbold zahlreiche Vorträge auf Messen und wissenschaftlichen Veranstaltungen gehalten, deren Durchführung er teilweise selbst angeregt und mitorganisiert hat. Seine wissenschaftlichen Publikationen spiegeln zugleich seine Teamarbeit wider und umfassen über 50 Arbeiten, davon 8 Bücher mit teilweise bis zu 8 Auflagen.
Aus dem ehemaligen Institut für Automatisierungssysteme (IfAS) und dem akademischen Umfeld des Lehrstuhls Kriesel sind neben Heimbold noch weitere Professoren hervorgegangen: Klaus Steinbock (HTWK, Gründungsrektor), Klaus Fiedler (Leuphana Universität Lüneburg), Klaus Kabitzsch (Technische Universität Dresden), Peter Helm (Hochschule Merseburg) und Alexander Chorchordin (Donezk, Ukraine).

## Mitgliedschaften (Auswahl)
- Mitglied des Fakultätsrates der Fakultät Ingenieurwissenschaften an der HTWK Leipzig
- zeitweiliges Mitglied im internationalen Programmkomitee PDES (Programmable Devices and Embedded Systems), IFAC Workshop (jährlicher Kongress)
- Mitglied der AS-International Association, Frankfurt am Main (AS-Interface-Nutzerorganisation)
- Mitglied im EduNet (International Education Network)
- Gutachter der AiF FTK GmbH (FH Bundes- und Landesprogramme zur Forschungsförderung)
- Mitarbeit im Normungsausschuss DKE UK 921, Frankfurt am Main

## Veröffentlichungen (Auswahl)
- mit W. Kriesel: Netzwerkhierarchien bei CIM. In: G. Schnell (Hrsg.): Bussysteme in der Automatisierungstechnik. Vieweg, Wiesbaden/ Braunschweig 1994, 7. Auflage 2009.
- Mitarbeit in: W. Kriesel, O. W. Madelung (Hrsg.): ASI – Das Aktuator-Sensor-Interface für die Automation (mit CD-ROM). Carl Hanser Verlag, München/ Wien 1994, ISBN 3-446-17825-2, 2. Auflage 1999, ISBN 3-446-21064-4.
- Mitarbeit in: W. R. Kriesel, O. W. Madelung (Hrsg.): ASI – The Actuator-Sensor-Interface for Automation (with CD-ROM). Carl Hanser Verlag, München, Wien 1995, ISBN 3-446-18265-9, 2. Auflage. 1999, ISBN 3-446-21065-2.
- mit W. Kriesel und D. Telschow: Bustechnologien für die Automation – Vernetzung, Auswahl und Anwendung von Kommunikationssystemen (mit CD-ROM). Hüthig Verlag, Heidelberg 1998, ISBN 3-7785-2616-2, 2. Auflage 2000, ISBN 3-7785-2778-9 (unter Mitarbeit von Rüdiger Eikmeier, Dirk Lippik, Ulrich Wagner und Alfred Wölfel).
- mit W. Kriesel und Th. Minner: Diagnose von Feldbussen im Systemverbund. In: D. Dietrich, P. Neumann, H. Schweinzer: Fieldbus Technology. Springer-Verlag, Wien/ New York 1999.
- mit F. Holzer, D. Lippik, U. Roland, Kopinke, F.-D. und J. Schenk: Modular System Concept for Soil Heating Using Radio-Frequency Energy. In: IAENG TRANSACTIONS ON ENGINEERING TECHNOLOGIES. Band 4, Hong Kong 2010, ISBN 978-0-7354-0794-7.
- Netzwerkhierarchien bei CIM. In: G. Schnell, B. Wiedemann (Hrsg.): Bussysteme in der Automatisierungstechnik. 8. Auflage. Vieweg Verlag, Wiesbaden, Braunschweig 2012.
- Einführung in die Automatisierungstechnik. Automatisierungssysteme, Komponenten, Projektierung und Planung. Fachbuchverlag Leipzig im Carl Hanser Verlag, München 2015, ISBN 978-3-446-42675-7.